# Austin Peck
Pour les articles homonymes, voir Peck.
Austin Peck est un acteur américain né le 9 avril 1971 à Honolulu, Hawaii (États-Unis).

## Filmographie

### Cinéma
- 2002 : Are You a Serial Killer : Patrick
- 2004 : Breaking Dawn : Dr. Scott
- 2004 : Revenge : Davis White
- 2005 : Aimée Price : Aidan McAllister
- 2006 : Dating Games People Play : Nick Jenkins
- 2008 : The Blue Tooth Virgin : Sam

### Télévision
- 1996-2009  : Des jours et des vies (Days of Our Lives) (feuilleton TV) : Austin Reed
- 2002 : Sabrina, l'apprentie sorcière (Sabrina, the Teenage Witch) (série télévisée) : Victor
- 2003 : Washington Police (The District) (série télévisée) : Fantasy Dexter
- 2003 : Charmed (série télévisée) : Ryder
- 2005 : Mystery Woman: Sing Me a Murder (TV) : Harmony
- 2006 : Les Experts : Manhattan (CSI: NY) (série télévisée) : Daniel Gecko
- 2007-2009 : As the World Turns (soap opera) : Brad Snyder
- 2018 : New York, unité spéciale (saison 20, épisode 9) : Reggie Gregg